# Hino da República Socialista Soviética Uzbeque
O hino da República Socialista Soviética do Uzbequistão foi ado(p)tado em 1947, e foi utilizado até o ano de 1992. A música foi composta por Mutal Burhanow, e a letra, por Timur Fattah e Turab Tula.
A música é a mesma do a(c)tual hino do Uzbequistão, embora a letra deste seja diferente da encontrada abaixo.

## Letra

### Letra emuzbeque
| Alfabeto cirílico (então oficial) | Alfabeto latino | Alfabeto latino (reforma de 2019) | Jəꞑəlif (obsoleto) | Alfabeto árabe (então banido) |
| Ассалом, Рус халқи, буюк оғамиз, Барҳаёт доҳиймиз Ленин, жонажон! Озодлик йўлини Сиз кўрсатдингиз, Советлар юртида Ўзбек топди шон! Нақарот: Партия раҳнамо, жон Ўзбекистон, Серқуёш ўлкасан, обод, баркамол! Тупроғинг хазина, бахтинг бир жаҳон, Советлар юртида сенга ёр иқбол! Серқуёш ўлкада кўрмасдик зиё, Дарёлар бўйда эдик сувга зор. Тонг отди, Инқилоб, Ленин раҳнамо, Раҳнамо Лениндан халқлар миннатдор! Нақарот Коммунизм гулбоғи мангу навбаҳор, Тоабад қардошлик – дўстлик барҳаёт! Советлар байроғи ғолиб, барқарор, Бу байроқ нуридан порлар коинот! Нақарот | Assalom, Rus xalqi, buyuk ogʻamiz, Barhayot dohiymiz Lenin, jonajon! Ozodlik yoʻlini Siz koʻrsatdingiz, Sovetlar yurtida Oʻzbek topdi shon! Naqarot: Partiya rahnamo, jon Oʻzbekiston, Serquyosh oʻlkasan, obod, barkamol! Tuprogʻing xazina, baxting bir jahon, Sovetlar yurtida senga yor iqbol! Serquyosh oʻlkada koʻrmasdik ziyo, Daryolar boʻyda edik suvga zor. Tong otdi, Inqilob, Lenin rahnamo, Rahnamo Lenindan xalqlar minnatdor! Naqarot Kommunizm gulbogʻi mangu navbahor, Toabad qardoshlik – doʻstlik barhayot! Sovetlar bayrogʻi gʻolib, barqaror, Bu bayroq nuridan porlar koinot! Naqarot | Assalom, Rus xalqi, buyuk oǵamiz, Barhayot dohiymiz Lenin, jonajon! Ozodlik yólini Siz kórsatdingiz, Sovetlar yurtida Ózbek topdi şon! Naqarot: Partiya rahnamo, jon Ózbekiston, Serquyoş ólkasan, obod, barkamol! Tuproǵing xazina, baxting bir jahon, Sovetlar yurtida senga yor iqbol! Serquyoş ólkada kórmasdik ziyo, Daryolar bóyda edik suvga zor. Tong otdi, Inqilob, Lenin rahnamo, Rahnamo Lenindan xalqlar minnatdor! Naqarot Kommunizm gulboǵi mangu navbahor, Toabad qardoşlik – dóstlik barhayot! Sovetlar bayroǵi ǵolib, barqaror, Bu bayroq nuridan porlar koinot! Naqarot | Əssəlam, Rus xəlqi, ʙujuk aƣəmiz, Bərhəjat dahijmiz Lenin, çanəçan! Azadlik jolini Siz korsətdiꞑiz, Savetlər jurtidə Ozʙek tapdi şan! Nəqərat: Pərtijə rəhnəma, çan Ozʙekistan, Serqujaş olkəsən, aʙad, ʙərkəmal. Tupraƣiꞑ xəzinə, ʙəxtiꞑ ʙir çəhan, Savetlər jurtidə seꞑə jar iqʙal! Serqujaş olkədə korməsdik zija, Dərjolər ʙojdə edik suvgə zar. Taꞑ atdi, Inqilaʙ, Lenin rəhnəma, Rəhnəma Lenindən xəlqlər minnətdar! Nəqərat Kommunizm gulbaƣi məꞑu nəvʙəhar, Taəʙəd qərdaşlik – dostlik ʙərhəjat! Savetlər bəjraƣi ƣaliʙ, ʙərqərar, Bu ʙəjraq nuridən parlər kainat! Nəqərat | ئەسسەلام، رۇس جەلقى، بۇيۇك ئاغەمىز! بەرهەيات داهىمىز لېنىن، جانەجان! ئازادلىك يولىنى سىز كورسەتدىڭىز، ساۋېتلەر يۇرتىدە ئوزبېك تاپدى شان! نەقەرات: پەرتىيە رەحنەما، جان ئوزبېكىستان، سېرقۇياش ئولكەسەن، ئاباد، بەركەمال! تۇپراغىڭ خەزىنە، بەختىڭ بىر جەهان، ساۋېتلەر يۇرتىدە سېڭە يار ئىقبال! سېرقۇياش ئولكەدە كورمەسدىك زىيا، دەريالەر بويدە ئېدىك سۇۋگە زار. تاڭ ئاتدى، ئىنقىلاب، لېنىن رەحنەما، رەحنەما لېنىندەن خەلقلەر مىننەتدار! نەقەرات كاممۇنىزم گۇلباغى مەڭۇ نەۋبەهار، تائەبەد قەرداشلىك – دوستلىك بەرهەيات! ساۋېتلەر بەيراغى غالىب، بەرقەرار، بۇ بەيراق نۇرىدەن پارلەر كائىنات! نەقەرات |

### Tradução para o português
Assalom, irmãos russos, sua nação é grande!
Glorioso seja, chefe imortal, nosso Lenin!
O caminho do esforço para a liberdade nos leva adiante,
E os uzbeques glorificam o estado soviético.
Partido, você lidera nosso Uzbequistão.
É florido, abençoado com lépido destino.
No raiar do sol é um lugar de paraísos terrestres,
E na nação nativa onde a alegria está sempre com você.
Num dia quente o brilho do sol foi tirado de nós,
Nós estávamos sedentos por rios,
Lenin descobriu para nós a aurora de Outubro,
Lenin viverá em nossos corações para sempre.
Partido, você lidera nosso Uzbequistão.
É florido, abençoado com lépido destino.
No raiar do sol é um lugar de paraísos terrestres,
E na nação nativa onde a alegria está sempre com você.
Comunismo – você é a flor da primavera da terra,
Irmandade, igualidade e amizade – nosso baluarte.
Nós levantamos a bandeira de gloriosas vitórias,
A bandeira escarlate Soviética ilumina o mundo.
Partido, você lidera nosso Uzbequistão.
É florido, abençoado com lépido destino.
No raiar do sol é um lugar de paraísos terrestres,
E na nação nativa onde a alegria está sempre com você.